# Санді-Гук (Кентуккі)
Санді-Гук (англ. Sandy Hook) — місто (англ. city) в США, в окрузі Елліотт штату Кентуккі. Населення — 641 особа (2020).

## Географія
Санді-Гук розташоване за координатами 38°5′36″ пн. ш. 83°7′21″ зх. д. / 38.09333° пн. ш. 83.12250° зх. д. (38.093439, -83.122634).  За даними Бюро перепису населення США в 2010 році місто мало площу 2,55 км², з яких 2,54 км² — суходіл та 0,00 км² — водойми.

## Демографія
Згідно з переписом 2010 року, у місті мешкало 675 осіб у 307 домогосподарствах у складі 150 родин. Густота населення становила 265 осіб/км².  Було 335 помешкань (132/км²).
Расовий склад населення:
| - 97,3 % — білих - 0,6 % — чорних або афроамериканців - 0,1 % — вихідців з тихоокеанських островів - 0,1 % — корінних американців - 0,1 % — азіатів |

До двох чи більше рас належало 1,6 %. Частка іспаномовних становила 0,9 % від усіх жителів.
За віковим діапазоном населення розподілялося таким чином: 21,9 % — особи молодші 18 років, 52,5 % — особи у віці 18—64 років, 25,6 % — особи у віці 65 років та старші. Медіана віку мешканця становила 45,2 року. На 100 осіб жіночої статі у місті припадало 78,1 чоловіків;  на 100 жінок у віці від 18 років та старших — 65,2 чоловіків також старших 18 років.
Середній дохід на одне домашнє господарство  становив 27 955 доларів США (медіана — 21 974), а середній дохід на одну сім'ю — 34 840 доларів (медіана — 27 813). За межею бідності перебувало 38,8 % осіб, у тому числі 54,8 % дітей у віці до 18 років та 31,5 % осіб у віці 65 років та старших.
Цивільне працевлаштоване населення становило 141 осіб. Основні галузі зайнятості: освіта, охорона здоров'я та соціальна допомога — 36,2 %, роздрібна торгівля — 12,8 %, мистецтво, розваги та відпочинок — 9,2 %, виробництво — 7,1 %.